# San Martin (Californie)
San Martin est une census-designated place du comté de Santa Clara, dans l'État de Californie, aux États-Unis,. En 2020, elle compte une population de 7 008 habitants.